# 威廉·希尔·布朗
威廉·希尔·布朗（1765年11月 - 1793年9月2日）是一位美国小说家。他生于马萨诸塞州波士顿，父亲加文·布朗来自英国諾森伯蘭郡，是一名钟表匠。  由于在北卡罗来纳州定居的布朗尚未适应當地的气候，他最終因发烧去世，享年27岁。 